# 陳冠廷 (政治人物)
陳冠廷（1986年4月5日—），中華民國政治人物，民主進步黨籍，現任立法委員，民進黨青年局首任局長，並擔任立法院亞東國會議員友好協會副會長、立法院台灣與巴爾幹半島九國國會議員友好協會會長、台灣世代教育基金會執行長、曾任臺北市政府副發言人，中央廣播電臺《這樣看中國》節目主持人、行政院政務顧問，民主進步黨主席蔡英文特別助理，為嘉義縣前立法委員陳明文之子。

## 早年
陳冠廷出生於嘉義市，是民主進步黨政治人物陳明文之子。畢業於嘉義縣私立協同高級中學後，就讀威斯康辛大學麥迪遜分校；取得學士學位後，在東京大學公共政策研究所取得碩士學位。

## 國際活動
在日本，陳冠廷曾擔任參議員安井美沙子國會辦公室實習生，在國立社會保障・人口問題研究所擔任訪問學者。亦曾任職日商公司，先後擔任野村綜合研究所助理顧問、惠和株式會社的業務。
他共同創辦費德智庫（Formosan Enterprise Institute），並與妻子共同在烏干達創立社會企業KOKO Farm Africa。
2024年4月，前往日本東京拜會日本維新會代表马场伸幸眾議員及立憲民主黨眾議員，前財務大臣安住淳，大島敦眾議員，笠浩史眾議員等人。透過國會外交，加強台日兩國的交流合作，及討論地方制度建設與台日關係等議題。
2024年5月，美國前國務卿龐培歐（Mike Pompeo）訪台，並發表新書《絕不讓步》（Never Give An Inch），陳冠廷出席參與與談，並高度肯定書中強調的「嚇阻」與「絕不讓步」的概念，陳指出堅定守護台灣原則。
2025年4月，於立法院成立「台灣與烏克蘭國會議員友好協會」，並擔任會長。此協會成立象徵台烏深化民主夥伴關係、共同面對全球威權挑戰的重要一步。

## 政治經歷
2016年6月至2017年7月，陳冠廷在國家安全會議擔任研究助理。
2018年3月14日，擔任嘉義縣縣長翁章梁競選團隊政策組召集人兼發言人。

2022年11月，擔任民主進步黨主席蔡英文特別助理。

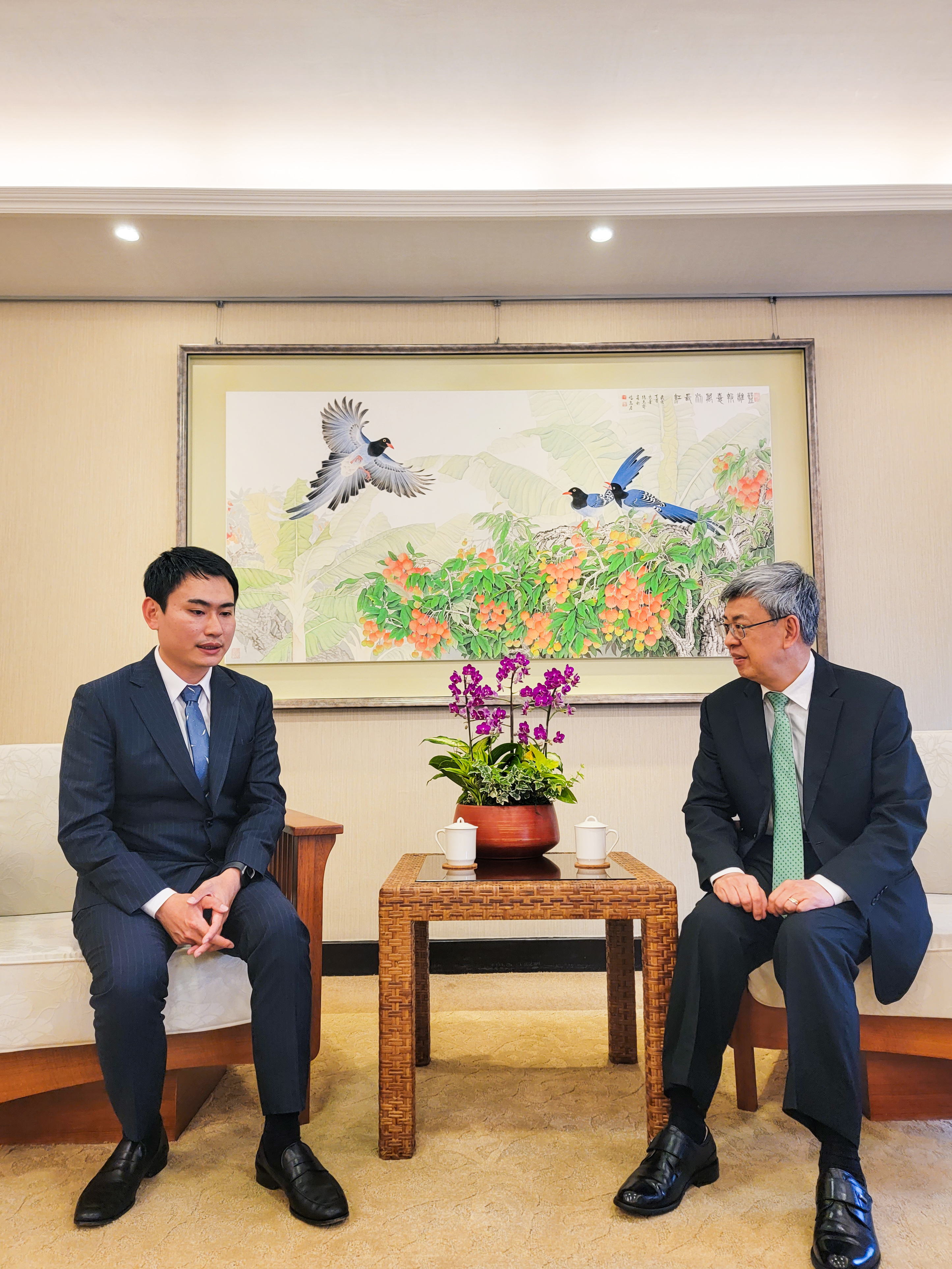
陳冠廷拜會行政院院長陳建仁

2023年2月，任陳建仁內閣的行政院政務顧問。3月，宣佈角逐嘉義縣第二選舉區的民進黨黨內初選，以接班父親陳明文原本選區，順利當選。
2025年4月，在秘書長林右昌的見證下，獲民進黨籍6位45歲以下立法委員的一致推舉，成為民主進步黨青年局首任局長。

### 台灣世代教育基金會
2017年7月，陳冠廷出任台灣世代教育基金會副執行長，並自2020年8月起擔任執行長。
2017年11月19日，邀請聯合國安全理事會前輪值主席、保加利亞前外交部長Solomon Passy訪台。 2018年1月6日，主辦先進無人車科技發展講座，邀請以色列商會商討無人車商用前景及應用。
2018年7月28日，偕美國前副總統錢尼的副國家安全顧問、前美國愛達荷州共和黨主席葉望輝就台灣在美中貿易衝突所扮演角色舉辦座談會對談。
2018年9月27日，主辦以色列資安高峰會議，以台以雙邊資安交流為會議主軸。
2022年9月5日，與歐巴馬政府時任副國家安全顧問羅德斯先生，針對國際局勢與兩岸議題進行交流。
2021年9月11日，與嘉義縣立竹崎高中合作，由台灣世代智庫執行長陳冠廷邀請名校畢業的美國、印度、澳洲3位外籍老師，與179名高二學生透過遠端網路線上，以中英文進行國際交流。

### 臺北市政府副發言人
2018年12月25日至2020年6月，陳冠廷擔任柯文哲任內臺北市政府副發言人。除國際事務、並負責協助宣傳台北教育、創新、智慧城市政策。

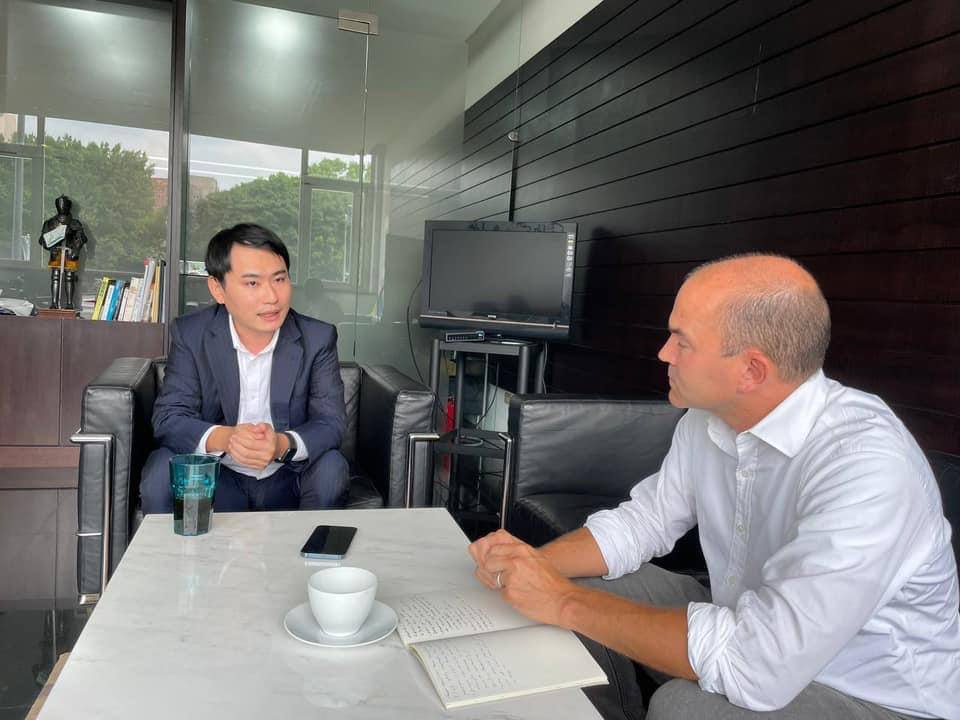
陳冠廷與Ben Rhodes先生就近期台海議題交換意見。

2019年2月23日至27日，促成市長柯文哲出訪以色列，共同出席2019年全球市長會議。
2019年3月15日至24日，陪同市長柯文哲出訪美國。促成前白宮國安會高階主管 Barry Pavel，前白宮國土安全顧問 Tom Bossert，前財政部副助卿 Robert Dohner 與台北市團隊會談
2019年11月27日，促成台北市長柯文哲與國際政治學者、前美國助理國防部長美國哈佛大學甘迺迪政府學院首任院長艾利森（Graham Allison）就中美台三方關係問題視訊會談
成功促成台北市府與前公民黨主席、前立法院議員，陳家洛教授與亞洲自由民主選舉觀察組織（ANFREL），就香港人權議題跨國對談。加深台北與個跨國非政府組織關係。

## 選舉紀錄
| 年度 | 選舉屆數             | 選舉區           | 所屬政黨   | 得票數 | 得票率 | 當選標記 | 備註 |
| ---- | -------------------- | ---------------- | ---------- | ------ | ------ | -------- | ---- |
| 2024 | 第十一屆立法委員選舉 | 嘉義縣第二選舉區 | 民主進步黨 | 73,598 | 49.50% |          |      |

## 外部連結
- 官方网站
- 陳冠廷的Facebook專頁
- 陳冠廷的Instagram專頁
- 陳冠廷的threads專頁 （页面存档备份，存于）
- 陳冠廷的X專頁 （页面存档备份，存于）